# Richard Peterson
Richard Momme Peterson (* 9. März 1884 in Oslo; † 2. April 1967 ebenda) war ein norwegischer Tennisspieler.

## Biografie
Peterson spielte für den Oslo Tennisklubb und nahm 1912 am Tenniswettbewerb der Olympischen Sommerspiele in Stockholm teil. Im Rasen-Einzel unterlag er zum Auftakt dem Österreicher Ludwig von Salm  glatt in drei Sätzen. Im Doppel trat er mit Conrad Langaard an und schied im ersten Match gegen die böhmische Paarung aus Jaroslav Just und Ladislav Žemla aus. Mit Langaard war er 1912 auch norwegischer Meister im Doppel. 1911 gewann er den Titel auch im Einzel.